# Bad Alexandersbad

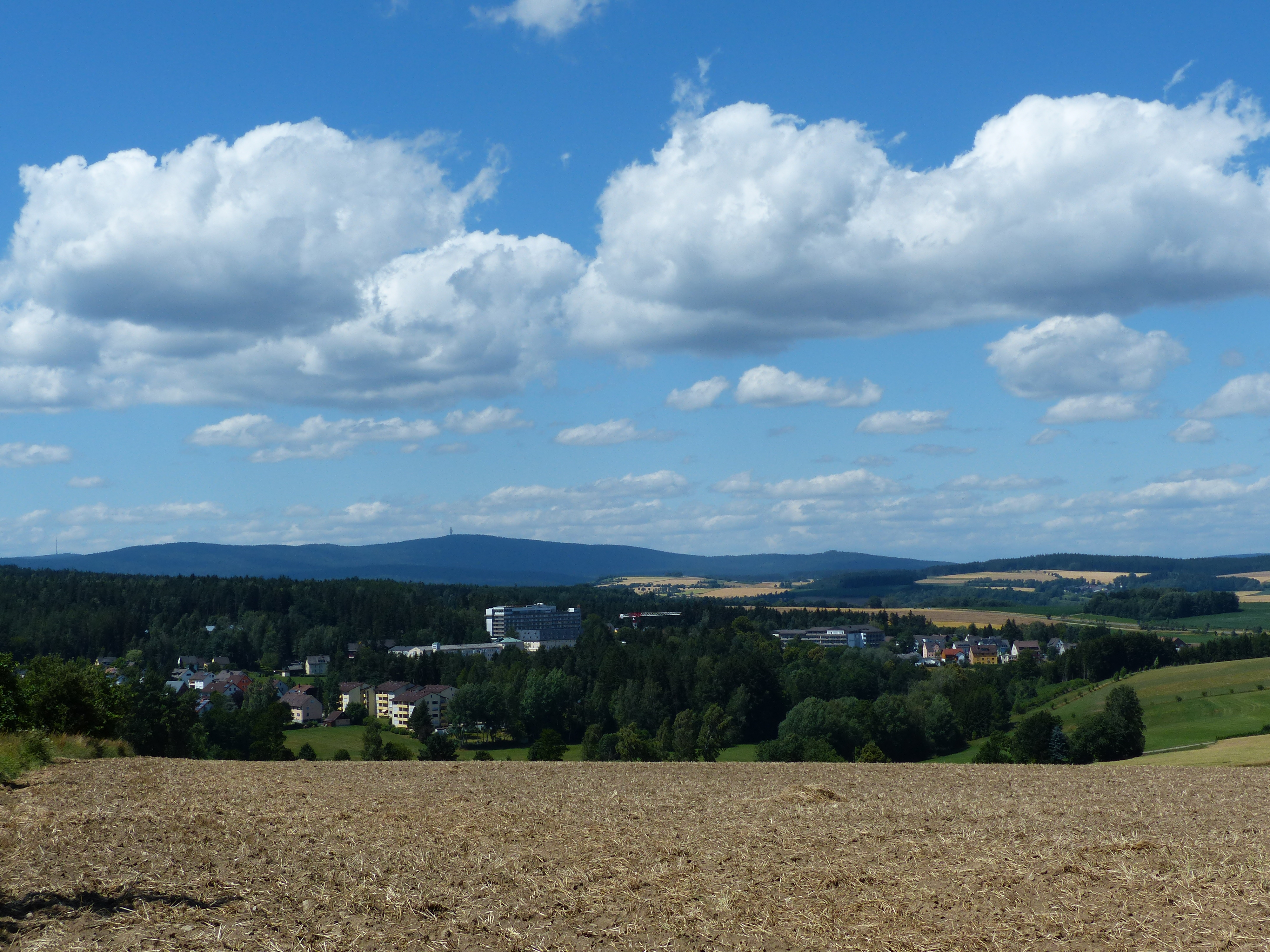
Bad Alexandersbad von Norden

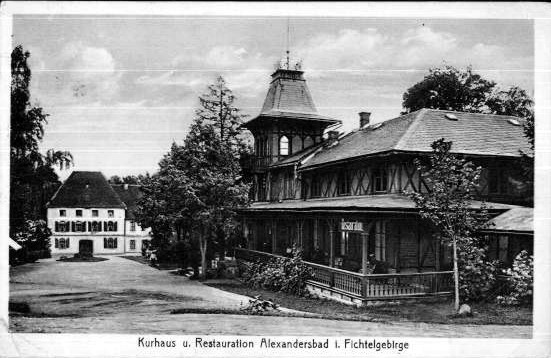
Aufnahme von 1899

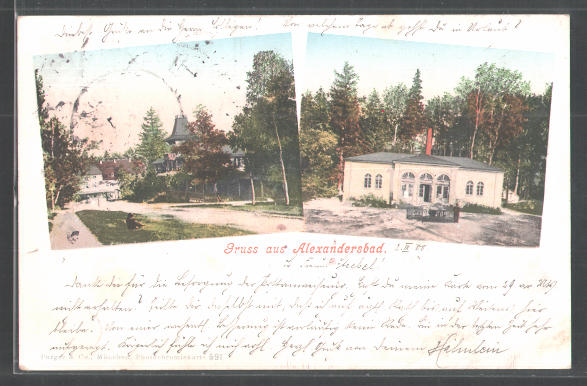
Ansichtskarte von 1900

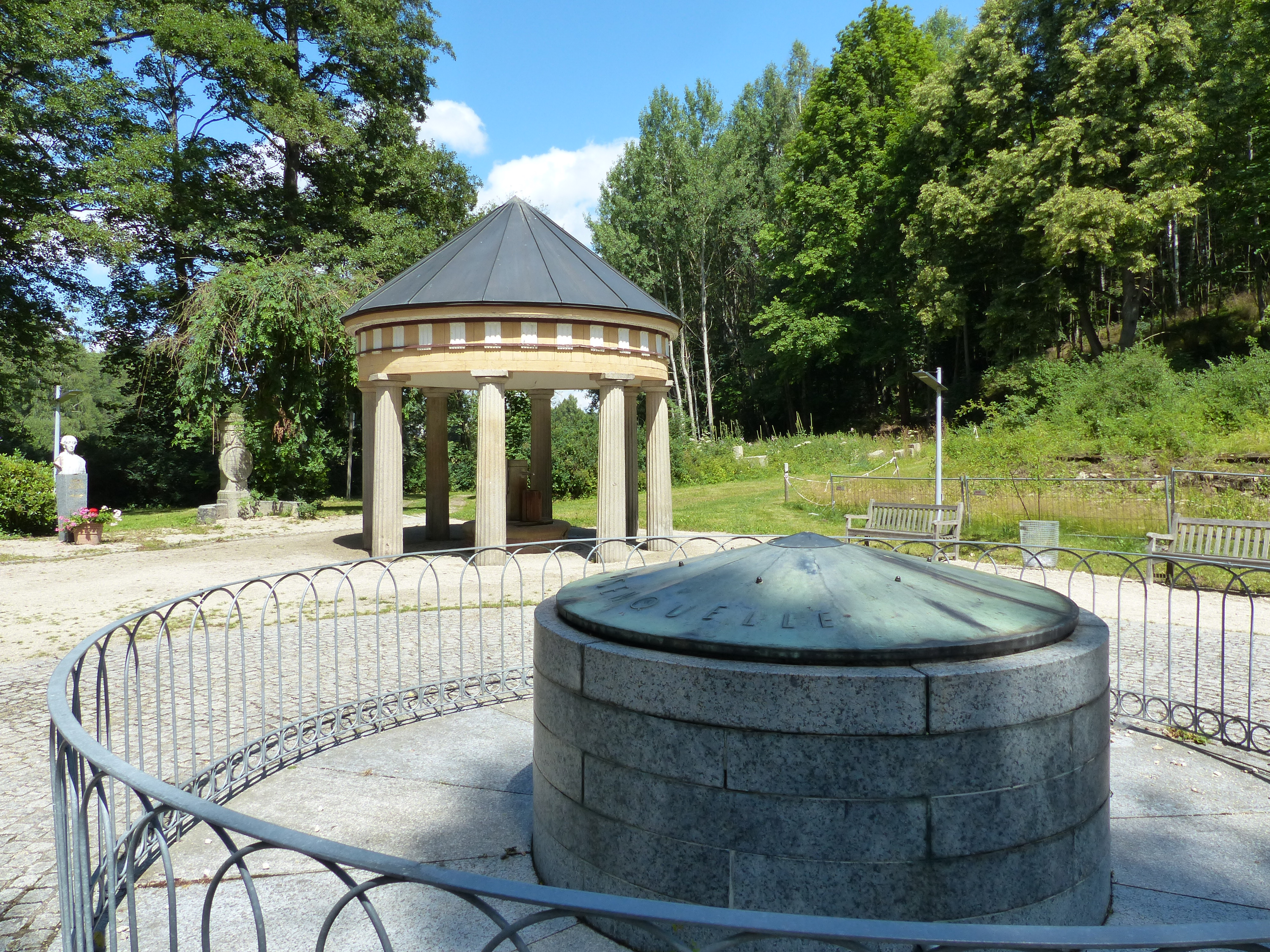
Kuranlage

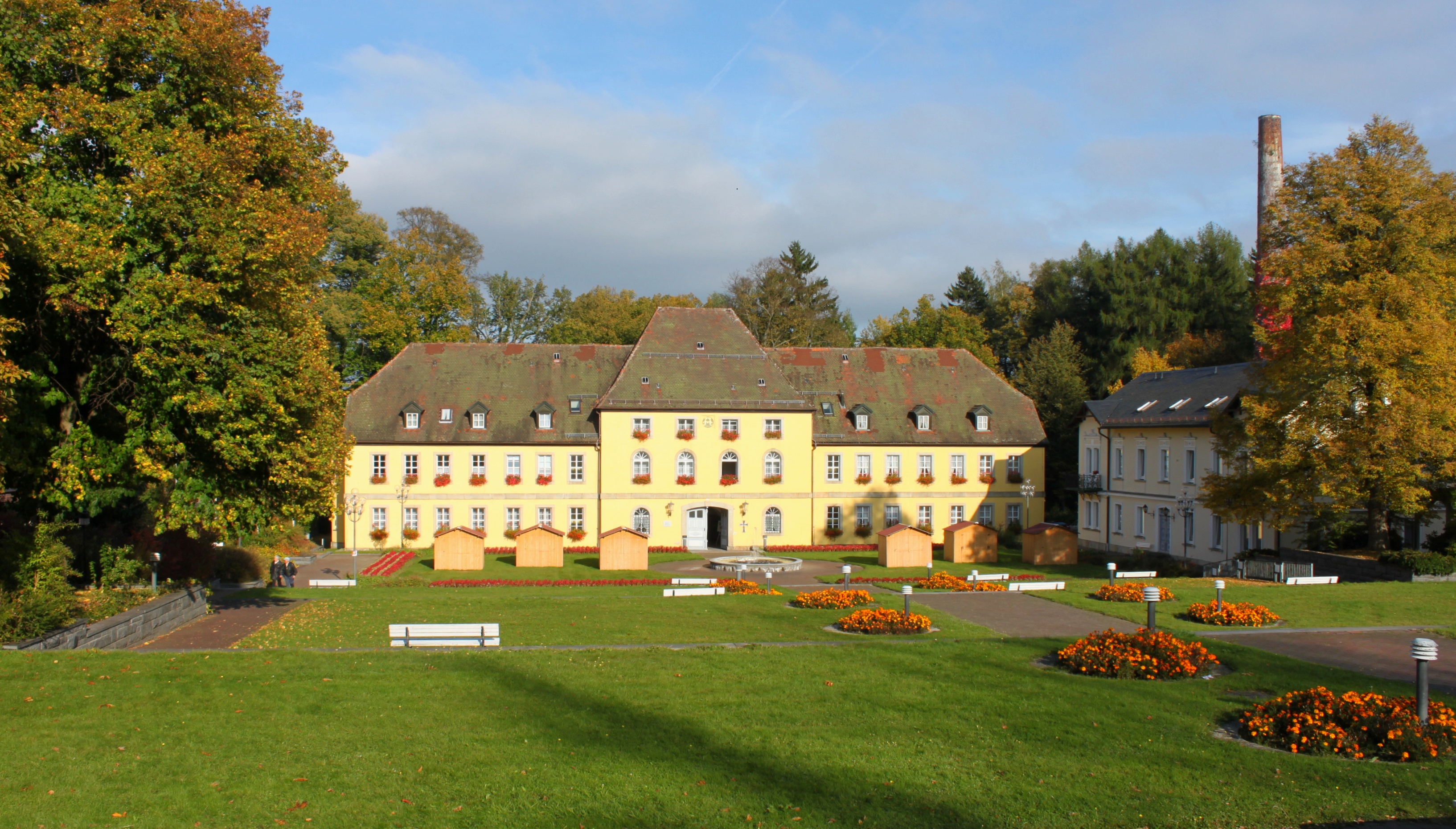
Schloss

Bad Alexandersbad (bis 1979 Alexandersbad) ist eine Gemeinde im oberfränkischen Landkreis Wunsiedel im Fichtelgebirge. Bad Alexandersbad ist ein Mineral- und Moorheilbad.

## Geografie

### Nachbargemeinden
Nachbargemeinden sind im Westen die Stadt Wunsiedel und im Osten die Stadt Marktredwitz. Im Süden grenzt die Gemeindeflur an gemeindefreies Gebiet.

### Gemeindegliederung
Es gibt fünf Gemeindeteile (in Klammern ist der Siedlungstyp angegeben):
- Bad Alexandersbad (Pfarrdorf)
- Dünkelhammer (Weiler)
- Kleinwendern (Dorf)
- Sichersreuth (Dorf)
- Tiefenbach (Dorf)

## Geschichte

### 18. Jahrhundert
Der Ort erhielt seinen Namen von Christian Friedrich Carl Alexander, dem letzten Markgrafen des Fürstentums Bayreuth. Ausschlaggebend war die Entdeckung einer Heilquelle im Tal der Heuleite im Jahr 1734 durch den Sichersreuther Bauern Wolfgang Brodmerkel. Der Überlieferung nach konnte der Bauer sein schweres Gichtleiden durch eine Trinkkur gemäß den Vorschriften aus Karlsbad innerhalb eines Jahres kurieren. Diese wundersame Heilung sprach sich in der Gegend herum, und so kamen viele Leute an den Sichersreuther Brunnen, um ebenfalls Heilung zu finden.
Im Jahre 1741 ließ der Wunsiedler Amtshauptmann Baron von Lindenfels die Quelle reinigen und mit einem „ausgehöhlten Stück Tannenbaum“ fassen. Sechs Jahre lang fand die Quelle keine Beachtung. Erst 1747 setzte sich Amtshauptmann von Schönfeld bei Markgraf Friedrich in Bayreuth für die Sichersreuther Quelle ein. Daraufhin beauftragte der Markgraf seinen Leibarzt Wagner mit einer Untersuchung der Quelle, der jedoch „wegen Krankheit und anderer Verrichtungen“ lange an der Ausführung des Befehls verhindert war. 1751 und 1752 wurde der Brunnen umzäunt, ein Brunnenmeister angestellt und das alte Brunnenhaus auf herrschaftliche Rechnung erbaut. In dieser Zeit wurde das Brunnenwasser in Krüge abgefüllt und versandt.
Richtig voran mit dem Sichersreuther Bronnen ging es erst unter Markgraf Alexander, der die Nachfolge des verstorbenen letzten Bayreuther Markgrafen antrat. Zwar wurde schon 1779 der Beschluss gefasst, ein großes Gebäude zur Unterbringung der Badegäste zu errichten und die Gegend durch Anpflanzung von Laubbäumen zu verschönern, doch erst 1781 wurde mit der Ausführung begonnen. Markgraf Alexander beorderte seinen Bauinspektor Johann Gottlieb Riedel und den Hofgärtner Johann Georg Rosengart nach Sichersreuth, um die Baumaßnahmen zu koordinieren und zu überwachen. An der Quelle wurde die Lattenumzäunung entfernt und eine steinerne Einfassung hergestellt. Die Bayreuther Hofgärtnerei legte Parks, Alleen und Spazierwege an; so wurde die Allee vom Brunnen zu dem neuen Badehaus abgesteckt und je 29 Bäume wurden in vier Reihen gepflanzt. In den Jahren 1782 und 1783 ließ Markgraf Alexander unter der Bauleitung von Johann Gottlieb Riedel ein neues Badehaus für die immer zahlreicheren  Kurgäste errichten, das heutige Markgräfliche Schloss. Das Badehaus war für damalige Verhältnisse sehr komfortabel gebaut und ausgestattet. Um ein gutes Raumklima zu erhalten, wurden die Steinmauern innen komplett mit Ziegelsteinen ausgemauert. An das Hauptgebäude (Corps de Logis) wurde links und rechts je ein Seitenflügel angebaut. Im Hauptgebäude befand sich ein „überaus schöner Saal, wo in der Folge die Curgäste zusammen treten, da essen, trinken, spielen und lustig seyn sollen; er ist so groß, daß er gemächlich siebenzig und mehr Personen fassen kann“. In den Seitenflügeln waren etwa 20 Zimmer eingerichtet, dazu kamen noch Räume für Bedienstete.
Bei der Einweihung des Gebäudes wurde ein schwerwiegender Baumangel bemerkt, der die Gäste nach dem opulenten Mahl „nach ländlicher Sitte über den Hof führte“: Im gesamten Gebäude befanden sich keine Toilettenanlagen. Kleinere Anbauten an den Seitenflügeln beseitigten später diesen Mangel. An der Ostseite des Gebäudes berichtet eine Marmortafel mit lateinischer Inschrift von der Entstehung des Badehauses, die übersetzt lautet:
Zur allgemeinen Gesundheit hat dieses Gebäude auf seine Kosten aufführen lassen ALEXANDER Markgraf von Brandenburg, Herzog in Preußen, Burggraf zu Nürnberg P. P. 1783. Du bewunderst freundlicher Leser dieses Haus, das dir in dieser Einsamkeit glänzet, hör’ auf, dich zu verwundern, ein wohltätiger Fürst hat es erbaut, Der sich noch edlere Denkmale errichtete.

### 19. Jahrhundert
In den folgenden Jahren entwickelte sich der Ort zu einem Nachkurort für die nahen böhmischen Bäder. Das Wasser des Sichersreuther Brunnens wurde bis zum königlichen Hof nach Berlin versandt, wo es „vorzüglich zum Verdünnen des Weines“ benutzt wurde. Markgraf Alexander trat 1791 seinen Herrschaftsbereich an das Königreich Preußen ab (→ Ansbach-Bayreuth). Hohen Besuch hatte der junge Kurort im Jahr 1805, als das preußische Königspaar Friedrich Wilhelm III. und Luise für drei Wochen in Alexandersbad weilten. Während sich die Königin in Alexandersbad erholte, wurden die Geschicke Preußens aus dem kleinen Badeort in den Bayreuther Landen gelenkt, und viele hochrangige Persönlichkeiten waren während jener Zeit anwesend.
Im Jahr 1806 kam das ehemalige Fürstentum Bayreuth zunächst unter französische Herrschaft. 1810 übergab die französische Armee das ehemalige Fürstentum an das mittlerweile zum Königreich aufgestiegene Bayern, das es für 15 Millionen Franc von Napoleon Bonaparte gekauft hatte.
1838 wurde in Alexandersbad die erste bayerische Kaltwasserheilanstalt gegründet und das Alte Kurhaus erbaut. In der Folgezeit wechselten die Besitzer der Kurbetriebe häufig, es gab Höhen und Tiefen im Kurbetrieb. Zum 1. August 1868 übernahm der Arzt Emil Cordes die Einrichtung als Besitzer, die er zunächst selbst und ab 1887 durch angestellte Ärzte leitete. Nach der Übernahme des Stahlbads und der Gründung einer Aktiengesellschaft im Jahr 1881 ließ er 1884 ein neues Kurhaus bauen.

### 20. Jahrhundert
Durch die Wirren des Ersten Weltkriegs kam im frühen 20. Jahrhundert der Kur- und Badebetrieb völlig zum Erliegen; die Kurhäuser und Gasthöfe des Orts wurden als Kinderheime und Lazarett genutzt. Die politische Gemeinde Sichersreuth, zu der das Bad als Ortsteil gehörte, wurde 1937 in das bekanntere und inzwischen auch größere Alexandersbad umbenannt. Im Jahr 1939 wurde ein Teil der bis dahin selbständigen Gemeinde Oberredwitz eingegliedert.
Nach dem Ende des Zweiten Weltkriegs fanden die Schwestern des Deutschen Ordens 1946 in Alexandersbad einen neuen Wirkungskreis. Sie betreuten ein Versehrtenkrankenhaus im Alten Kurhaus, später wurde daraus ein Altenheim; im Schloss entstand durch die Innere Mission ein Umschulungshaus für Kriegsversehrte. In den 1950er Jahren erwarb der Deutsche Orden die gesamten Einrichtungen des Kur- und Badebetriebes in Alexandersbad. Durch die Errichtung der Evangelisch-Lutherischen Heimvolkshochschule (heute Evangelisches Bildungs- und Tagungszentrum), die 1958 eröffnet wurde, bekamen die Bestrebungen, Alexandersbad aus dem Dornröschenschlaf zu wecken, weiteren Auftrieb. Die politische Gemeinde investierte große Summen in eine neue Infrastruktur. Bereits 1968 wurde die Heilquelle wieder staatlich anerkannt und Alexandersbad die Bezeichnung Luftkurort verliehen. Weitere wichtige Stationen auf dem Weg zum Heilbad waren die Erweiterung der Bettenkapazität durch zwei große Hotelneubauten sowie der Bau eines modernen Kurmittelhauses im Jahre 1973. Die Anlagen um das markgräfliche Schloss wurden neu gestaltet. Das bayerische Innenministerium verlieh am 20. Dezember 1976 die Bezeichnung Heilbad. Die kommunale Selbständigkeit der Gemeinde konnte 1978 durch die Bildung einer Verwaltungsgemeinschaft mit den Orten Nagel und Tröstau erhalten werden. Seit dem 1. Juli 1979 ist dem amtlichen Gemeindenamen der Titel Bad vorangestellt. Weitere Großprojekte waren das Haus des Gastes sowie ein privates Kongress- und Tagungszentrum. Mit der Sanierung des Alten Kurhauses in den Jahren 1992 bis 1994 konnte ein Stück Geschichte Bad Alexandersbads vor dem Verfall gerettet werden.

### 21. Jahrhundert
Nach den Veränderungen im Gesundheits- und Kurwesen galt es, das Kurangebot neu auszurichten. Seit 2007 wurden im kleinsten Heilbad Bayerns mit den Instrumenten des Dorferneuerungsprogramms der historische Kurbereich im Ortskern und das Kurmittelhaus mit den ortsgebundenen Heilmitteln neu gestaltet. Um das neue Kurangebot auch wirtschaftlich auf feste Füße zu stellen, wurden zahlreiche flankierende Maßnahmen umgesetzt.
Bad Alexandersbad setzt als „Bioenergieheilbad“ seit 2008 auf regenerative Energien. Die seit Oktober 2011 im Betrieb befindliche Nahwärmeversorgung mit über zwei Kilometer Wärmeleitung und einer Wärmeerzeugung aus Biogas und Hackschnitzel mit 2,3 Megawatt Leistung ist die größte ihrer Art im Fichtelgebirge.
Mit dem Titel „Bad Alexandersbad leuchtet“ war Bad Alexandersbad 2011 die erste Gemeinde Bayerns, die ihre komplette öffentliche Beleuchtung von herkömmlicher Technik auf LED umgestellt hat.
Das 2008 gegründete Kinderhaus Königin Luise bietet ein in Bayern einzigartiges Betreuungsangebot für Kinder des Ortes, der Region und auch für Kur-, Urlaubs- und Seminargäste.
Der Förderverein Historisches Badehaus bemüht sich seit 2013 um den Wiederaufbau des historischen Badehauses am Quellenplatz, das 1965 abgerissen wurde.
Im Juli 2016 wurde das Baumdenkmal für die Deutsche Einheit vom Bauhof im Kurpark gepflanzt und zum 40. Sommer- und Lichterfest vom Ersten Bürgermeister Peter Berek feierlich eingeweiht. Die Hortkinder des Kinderhauses Königin Luise enthüllten den Gedenkstein im Beisein von Pfarrerin Heloisa Dalferth, stellvertretender Landrat Roland Schöffel, Albrecht Schläger (Regionalvorsitzender derschutzgemeinschaft Deutscher Wald e.v.) sowie Initiator Werner Erhardt mit seiner Enkelin. Den Abschluss bildete die gemeinsam gesungene Nationalhymne, begleitet vom Posaunenchor der Evangelischen Kirchengemeinde, der die Einweihung bereits mit der Festlichen Intrade eröffnet hatte.
Im Mai 2017 eröffnete das neue Kurmittelhaus, das ALEXBAD. Angebaut am historischen Alten Kurhaus hält es ein umfassendes Gesundheits- und Therapieangebot bereit. 2019 wurde der davor liegende Alexanderplatz fertig gestellt. Das ehemalige Kur- und Sporthotel direkt hinter dem ALEXBAD wurde 2017 abgerissen, das Areal mit 14.000 m² steht für eine bauliche Entwicklung bereit.

### Einwohnerentwicklung
Zwischen 1988 und 2018 sank die Einwohnerzahl von 1214 auf 956 um 258 bzw. um 21,3 %.

Einwohnerentwicklung

| Jahr | Einwohner |
| ---- | --------- |
| 1970 | 968       |
| 1987 | 1238      |
| 1991 | 1393      |
| 1995 | 1360      |
| 2000 | 1337      |
| 2003 | 1240      |
| 2005 | 1231      |
| 2006 | 1219      |
| 2007 | 1214      |
| 2008 | 1204      |

| Jahr | Einwohner |
| ---- | --------- |
| 2009 | 1194      |
| 2010 | 1196      |
| 2011 | 1124      |
| 2012 | 1120      |
| 2013 | 1042      |
| 2014 | 1011      |
| 2015 | 976       |
| 2016 | 975       |

## Politik
Die Kommunalwahl 2020 führte zu folgender Sitzverteilung im Gemeinderat (Vergleich zu 2014):
- CSU 6 Sitze (±0)
- Allgemeine Wählervereinigung/Freie Wählergemeinschaft 3 Sitze (±0)
- SPD 3 Sitze (±0)

Von 2008 bis 2020 war Peter Berek von der CSU, seit 1. Mai 2020 Landrat des Landkreises Wunsiedel im Fichtelgebirge, Bürgermeister der Kommune.
Bei den bayerischen Kommunalwahlen am 15. März 2020 wurde Anita Berek, die Cousine von Peter Berek, zur neuen Bürgermeisterin  gewählt. Bei einer Wahlbeteiligung von 70,2 Prozent erhielt die parteilose,  für die SPD angetretene Bewerberin 53,6 Prozent aller Stimmen.

## Kultur und Sehenswürdigkeiten
- ALEXBAD, neues Kurmittelhaus mit Panoramabad, nach Plänen der Architekten Brückner & Brückner[16][17]
- markgräfliches Schloss Alexandersbad, das ehemalige Badehaus mit Resten der historischen Kuranlagen
- Luisenquelle (Eisensäuerling)
- historisches Altes Kurhaus
- Naturwanderweg Königin Luise
- Wisentbrunnen[18] hinter dem Alten Kurhaus
- Baumdenkmal für die Deutsche Einheit im Kurpark am Birkenweg; dazu gehört ein Gedenkstein.[10][11]
- Wenderner Stein bei Kleinwendern
- Archedorf Kleinwendern (Süddeutschlands erstes Archedorf)[19]

## Wirtschaft und Infrastruktur
Sozialversicherungspflichtig Beschäftigte am Wohnort gab es Juni 2010 insgesamt 297, am Arbeitsort 578. Im verarbeitenden Gewerbe und im Bauhauptgewerbe gibt es eine Drechslerwerkstatt. Es bestehen 19 landwirtschaftliche Betriebe mit einer landwirtschaftlich genutzten Fläche von 683 Hektar. Davon waren 475 Hektar Ackerfläche und 208 Hektar Dauergrünfläche.

## Persönlichkeiten

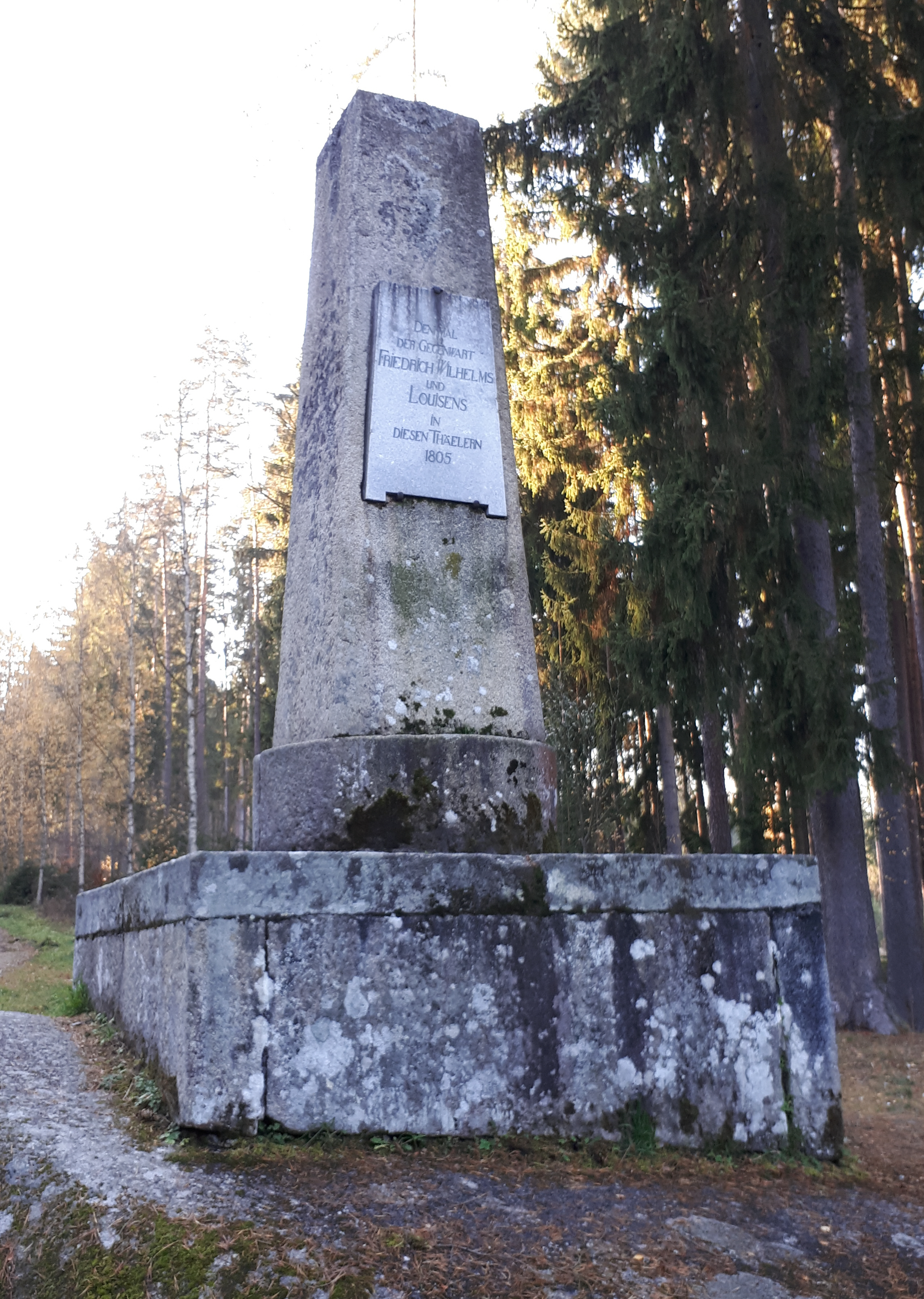
Denkmal zwischen Bad Alexandersbad und der Luisenburg, das an den Besuch des preußischen Monarchenpaares 1805 erinnert

König Friedrich Wilhelm III. von Preußen und  Königin Luise weilten im Jahre 1805 für drei Wochen in Alexandersbad; ein Gedenkstein am Weg zur Luisenburg erinnert an diesen Besuch. Am 30. Juni 1785 und am 25. April 1820 besuchte Johann Wolfgang von Goethe Alexandersbad.